# Groupe A du Championnat du monde masculin de handball 2017
Cet article détaille les matchs du Groupe A de la phase préliminaire du Championnat du monde 2017 de handball organisé en France du 11 au 29 janvier 2016. Les matchs du groupe A se déroulent au Hall XXL du Parc des expositions de la Beaujoire de Nantes, mis à part le match d'ouverture entre la France et le Brésil qui est programmé à l'AccorHotels Arena de Paris.
Les quatre premières équipes sont qualifiées pour les huitièmes de finale tandis que les deux dernières équipes disputent la Coupe du Président pour déterminer le classement des équipes de la 17e à la 24e place.

## Classement
|   | Équipe      | Pts | J | G | N | P | Bp  | Bc  | Diff |
| - | ----------- | --- | - | - | - | - | --- | --- | ---- |
| 1 | France H, T | 10  | 5 | 5 | 0 | 0 | 154 | 112 | 42   |
| 2 | Norvège     | 8   | 5 | 4 | 0 | 1 | 155 | 124 | 31   |
| 3 | Russie      | 6   | 5 | 3 | 0 | 2 | 139 | 136 | 3    |
| 4 | Brésil      | 4   | 5 | 2 | 0 | 3 | 121 | 146 | -25  |
| 5 | Pologne     | 2   | 5 | 1 | 0 | 4 | 115 | 125 | -10  |
| 6 | Japon       | 0   | 5 | 0 | 0 | 5 | 120 | 161 | -41  |

## Détail des matchs

### Journée 1
| 11 janvier 2017 20h45 | France           | 31 - 16  | Brésil        | AccorHotels Arena, Paris Affluence : 15 609 Arbitrage : Lah, Sok |
| 11 janvier 2017 20h45 | Valentin Porte 6 | (17 - 7) | José Toledo 5 | AccorHotels Arena, Paris Affluence : 15 609 Arbitrage : Lah, Sok |
| 11 janvier 2017 20h45 | ×2 ×4            | Rapport  | ×3            | AccorHotels Arena, Paris Affluence : 15 609 Arbitrage : Lah, Sok |

| 12 janvier 2017 17h45 | Russie          | 39 - 29   | Japon          | Parc des expositions de la Beaujoire - Hall XXL Affluence : 4 867 Arbitrage : Kolahdouzan, Mousaviannazhad |
| 12 janvier 2017 17h45 | Trois joueurs 6 | (18 - 15) | Hiroki Shida 7 | Parc des expositions de la Beaujoire - Hall XXL Affluence : 4 867 Arbitrage : Kolahdouzan, Mousaviannazhad |
| 12 janvier 2017 17h45 | ×2 ×3           | Rapport   | ×3             | Parc des expositions de la Beaujoire - Hall XXL Affluence : 4 867 Arbitrage : Kolahdouzan, Mousaviannazhad |

| 12 janvier 2017 20h45 | Pologne         | 20 - 22   | Norvège            | Parc des expositions de la Beaujoire - Hall XXL, Nantes Affluence : 5 356 Arbitrage : Brunner, Salah |
| 12 janvier 2017 20h45 | Michał Daszek 7 | (10 - 12) | Espen Lie Hansen 5 | Parc des expositions de la Beaujoire - Hall XXL, Nantes Affluence : 5 356 Arbitrage : Brunner, Salah |
| 12 janvier 2017 20h45 | ×2 ×3           | Rapport   | ×4 ×6              | Parc des expositions de la Beaujoire - Hall XXL, Nantes Affluence : 5 356 Arbitrage : Brunner, Salah |

### Journée 2
| 13 janvier 2017 17h45 | Japon          | 19 - 31  | France             | Parc des expositions de la Beaujoire - Hall XXL, Nantes Affluence : 10 500 Arbitrage : Brunner, Salah |
| 13 janvier 2017 17h45 | Kento Uegaki 5 | (9 - 17) | Ludovic Fabregas 7 | Parc des expositions de la Beaujoire - Hall XXL, Nantes Affluence : 10 500 Arbitrage : Brunner, Salah |
| 13 janvier 2017 17h45 | ×2             | Rapport  | ×3 ×2              | Parc des expositions de la Beaujoire - Hall XXL, Nantes Affluence : 10 500 Arbitrage : Brunner, Salah |

| 14 janvier 2017 14h45 | Brésil        | 28 - 24   | Pologne            | Parc des expositions de la Beaujoire - Hall XXL, Nantes Affluence : 10 171 Arbitrage : Horáček, Novotný |
| 14 janvier 2017 14h45 | José Toledo 8 | (16 - 11) | Paweł Paczkowski 6 | Parc des expositions de la Beaujoire - Hall XXL, Nantes Affluence : 10 171 Arbitrage : Horáček, Novotný |
| 14 janvier 2017 14h45 | ×3            | Rapport   | ×1                 | Parc des expositions de la Beaujoire - Hall XXL, Nantes Affluence : 10 171 Arbitrage : Horáček, Novotný |

| 14 janvier 2017 17h45 | Norvège             | 28 - 24   | Russie        | Parc des expositions de la Beaujoire - Hall XXL, Nantes Affluence : 9 812 Arbitrage : Gjeding, Hansen |
| 14 janvier 2017 17h45 | Kristian Bjørnsen 7 | (15 - 11) | Igor Soroka 8 | Parc des expositions de la Beaujoire - Hall XXL, Nantes Affluence : 9 812 Arbitrage : Gjeding, Hansen |
| 14 janvier 2017 17h45 | ×2                  | Rapport   | ×3 ×4         | Parc des expositions de la Beaujoire - Hall XXL, Nantes Affluence : 9 812 Arbitrage : Gjeding, Hansen |

### Journée 3
| 15 janvier 2017 17h45 | France          | 31 - 28   | Norvège          | Parc des expositions de la Beaujoire - Hall XXL, Nantes Affluence : 10 500 Arbitrage : Kolahdouzan, Mousaviannazhad |
| 15 janvier 2017 17h45 | Trois joueurs 5 | (16 - 12) | Sander Sagosen 7 | Parc des expositions de la Beaujoire - Hall XXL, Nantes Affluence : 10 500 Arbitrage : Kolahdouzan, Mousaviannazhad |
| 15 janvier 2017 17h45 | ×3 ×5 ×1        | Rapport   | ×3 ×7 ×1         | Parc des expositions de la Beaujoire - Hall XXL, Nantes Affluence : 10 500 Arbitrage : Kolahdouzan, Mousaviannazhad |

| 15 janvier 2017 20h45 | Brésil           | 27 - 24   | Japon               | Parc des expositions de la Beaujoire - Hall XXL, Nantes Affluence : 8 326 Arbitrage : Gjeding, Hansen |
| 15 janvier 2017 20h45 | Haniel Langaro 8 | (14 - 12) | Shinnosuke Tokuda 7 | Parc des expositions de la Beaujoire - Hall XXL, Nantes Affluence : 8 326 Arbitrage : Gjeding, Hansen |
| 15 janvier 2017 20h45 | ×1 ×2            | Rapport   | ×3 ×2               | Parc des expositions de la Beaujoire - Hall XXL, Nantes Affluence : 8 326 Arbitrage : Gjeding, Hansen |

| 16 janvier 2017 20h45 | Pologne         | 20 - 24  | Russie            | Parc des expositions de la Beaujoire - Hall XXL, Nantes Affluence : 4 961 Arbitrage : Horáček, Novotný |
| 16 janvier 2017 20h45 | Tomasz Gębala 4 | (9 - 13) | Dimitri Kovalev 7 | Parc des expositions de la Beaujoire - Hall XXL, Nantes Affluence : 4 961 Arbitrage : Horáček, Novotný |
| 16 janvier 2017 20h45 | ×2 ×5 ×1        | Rapport  | ×1 ×3             | Parc des expositions de la Beaujoire - Hall XXL, Nantes Affluence : 4 961 Arbitrage : Horáček, Novotný |

### Journée 4
| 17 janvier 2017 14h00 | Norvège          | 39 - 26   | Brésil                            | Parc des expositions de la Beaujoire - Hall XXL, Nantes Affluence : 5 943 Arbitrage : Horáček, Novotný |
| 17 janvier 2017 14h00 | Sander Sagosen 7 | (18 - 13) | Fábio Chiuffa, Alexandro Pozzer 6 | Parc des expositions de la Beaujoire - Hall XXL, Nantes Affluence : 5 943 Arbitrage : Horáček, Novotný |
| 17 janvier 2017 14h00 | ×2 ×3            | Rapport   | ×1 ×6                             | Parc des expositions de la Beaujoire - Hall XXL, Nantes Affluence : 5 943 Arbitrage : Horáček, Novotný |

| 17 janvier 2017 17h45 | Pologne         | 26 - 25  | Japon          | Parc des expositions de la Beaujoire - Hall XXL, Nantes Affluence : 8 655 Arbitrage : Brunner, Salah |
| 17 janvier 2017 17h45 | Michał Daszek 5 | (9 - 11) | Hiroki Shida 9 | Parc des expositions de la Beaujoire - Hall XXL, Nantes Affluence : 8 655 Arbitrage : Brunner, Salah |
| 17 janvier 2017 17h45 | ×3 ×4           | Rapport  | ×2 ×1          | Parc des expositions de la Beaujoire - Hall XXL, Nantes Affluence : 8 655 Arbitrage : Brunner, Salah |

| 17 janvier 2017 20h45 | Russie              | 24 - 35   | France           | Parc des expositions de la Beaujoire - Hall XXL, Nantes Affluence : 10 500 Arbitrage : Gjeding, Hansen |
| 17 janvier 2017 20h45 | Daniel Chichkarev 6 | (11 - 16) | Adrien Dipanda 8 | Parc des expositions de la Beaujoire - Hall XXL, Nantes Affluence : 10 500 Arbitrage : Gjeding, Hansen |
| 17 janvier 2017 20h45 | ×1 ×3               | Rapport   | ×2               | Parc des expositions de la Beaujoire - Hall XXL, Nantes Affluence : 10 500 Arbitrage : Gjeding, Hansen |

### Journée 5
| 19 janvier 2017 14h00 | Russie                                 | 28 - 24   | Brésil          | Parc des expositions de la Beaujoire - Hall XXL, Nantes Affluence : 5 197 Arbitrage : Gjeding, Hansen |
| 19 janvier 2017 14h00 | Alexandre Dereven, Sergueï Chelmenko 5 | (14 - 15) | Trois joueurs 5 | Parc des expositions de la Beaujoire - Hall XXL, Nantes Affluence : 5 197 Arbitrage : Gjeding, Hansen |
| 19 janvier 2017 14h00 | ×2 ×5 ×1                               | Rapport   | ×1 ×4           | Parc des expositions de la Beaujoire - Hall XXL, Nantes Affluence : 5 197 Arbitrage : Gjeding, Hansen |

| 19 janvier 2017 17h45 | France           | 26 - 25   | Pologne                               | Parc des expositions de la Beaujoire - Hall XXL, Nantes Affluence : 10 500 Arbitrage : Brunner, Salah |
| 19 janvier 2017 17h45 | Olivier Nyokas 7 | (13 - 13) | Tomasz Gębala, Przemysław Krajewski 5 | Parc des expositions de la Beaujoire - Hall XXL, Nantes Affluence : 10 500 Arbitrage : Brunner, Salah |
| 19 janvier 2017 17h45 | ×2 ×3            | Rapport   | ×2 ×3                                 | Parc des expositions de la Beaujoire - Hall XXL, Nantes Affluence : 10 500 Arbitrage : Brunner, Salah |

| 19 janvier 2017 20h45 | Japon           | 23 - 38   | Norvège         | Parc des expositions de la Beaujoire - Hall XXL, Nantes Affluence : 3 621 Arbitrage : Horáček, Novotný |
| 19 janvier 2017 20h45 | Hiroki Motoki 4 | (14 - 19) | Bjarte Myrhol 7 | Parc des expositions de la Beaujoire - Hall XXL, Nantes Affluence : 3 621 Arbitrage : Horáček, Novotný |
| 19 janvier 2017 20h45 | ×3              | Rapport   | ×1              | Parc des expositions de la Beaujoire - Hall XXL, Nantes Affluence : 3 621 Arbitrage : Horáček, Novotný |